# Фебадій Аженський
Фебадій Аженський (також Фебадій, Фогадій фр. Phébade; ? — близько 392) — католицький єпископ IV століття. На Арімінському соборі 359 року та інших соборах він був прихильником нікейського православ'я. Він написав декілька праць, у тому числі трактат проти аріан, який досі зберігся.

## Життєпис
Фебадій був галлом за походженням. Імовірно, що він народився в провінції Аквітанія, оскільки Сульпіцій Север називає його Foegadius noster («наш» Foegadius, варіант написання імені Фебадія). Можливо, він навіть народився в Ажені, де був єпископом. Коли він став єпископом, невідомо. Це було дуже ймовірно після 347 року, оскільки він не входить до списку галльських єпископів, які були присутні на Соборі в Сердиці того року, факт, зазначений Тіллемоном. Він, безперечно, був єпископом до 357 року, але саме в цей рік він та інші єпископи відкинули так зване друге Сірмське сповідання, проаріанське віровчення, схвалене Констанцієм II. Альбан Батлер зазначає, що опозиція Фебадія цьому визнанню була настільки вдалою, що «в Аквітанії вона була повсюдно відкинута».
У 357 році Фебадій опублікував трактат проти аріан. Коментуючи це Liber contra Arianos, Батлер зауважує, що він «написаний настільки майстерно, з такою солідністю, справедливістю та чіткою аргументацією, що змушує нас шкодувати про втрату інших його творів». Фебадій зайняв чільне місце на соборі в Ріміні в 359 році, де разом із Серватієм Тонгеренським він виступав за нікейську позицію проти аріан. Коли згодом Фебадій виявив двозначність у вірі, він відмовився від ради і виступив проти її авторитету.
Він був другом Іларія Піктавійського, з яким співпрацював у боротьбі з впливом аріанства в Галлії.
Після Аріміну Фебадій відвідав кілька інших соборів. Він був присутній на Паризькому соборі 360 року, на соборі у Валенті, скликаному імператором Валентиніаном I у 374 році, і на Сарагосському соборі, скликаному його сином і наступником Валентиніаном II у 380 році. Його причетність до Валентського собору випливає з імені «Фегадій», яке фігурує на першому місці в синодальному листі ради, але назва єпархії не вказана, у текстах не сказано, що він головував на соборі., і його ім'я не вказано серед передплатників.
Рік його смерті невідомий, але він ще жив у 392 році. Саме в цей рік Ієронім написав свій твір De viris illustribus, в якому згадується, що Фебадій був живий, хоча і похилого віку. Коротка біографія Джерома звучить так:
Фебадій, єпископ Агена в Галлії, опублікував книгу проти аріан. Також кажуть, що є й інші його твори, які ще не прочитані. Він живе в старості.
25 квітня в Аженській єпархії відзначають свято Фебадія.